# Pa-Chan-Höhle
Die Pa-Chan-Höhle (thailändisch ถ้ําผาชัน Tham Pa Chan, Steilklippenhöhle) ist ein archäologischer Fundplatz in der Provinz Mae Hong Son in Nord-Thailand.
Der Name Steilklippenhöhle deutet auf ihre Lage an einem schmalen Felsenriff hin, das etwa zwei Kilometer vom Fluss Pai (Amphoe Pai) entfernt liegt. Sie wurde in den 1960er Jahren von Chester Gorman entdeckt und untersucht. Mit Hilfe der Radiokohlenstoffdatierung konnte man einen Besiedlungszeitraum zwischen 5500 und 3500 v. Chr. feststellen. Man fand Knochen des Taguan und anderer Gleithörnchen. Außerdem lagerten hier die Überreste von wenigstens drei Wildrindern, zwei Wasserbüffeln, dreizehn Hirschen und zwei Schweinen, deren Knochen systematisch zerbrochen und angekohlt worden waren. Es muss hier also bereits vor mehr als 6000 Jahren eine reiche Fauna gegeben haben.
Charles Higham vermutete 1989, dass die Tiere in der Nähe der Höhle gefangen und hierher verbracht wurden, um geräuchert zu werden, was zu einer höheren Haltbarkeit des Fleisches geführt hätte. Anzeichen für die Anwendung dieser Methode waren bereits in der Banyan-Höhle angetroffen worden. Weiterhin wurden viele Steinwerkzeuge gefunden, die vermutlich für das Brechen der Knochen benutzt worden sind, um an das wertvolle Knochenmark zu kommen. Alle diese Funde deuten auf Menschen der Hoabinhian-Kultur hin.
Die Höhle befindet sich nördlich, etwa 3,5 km (Luftlinie) vom Verwaltungsgebäude des Pha Dang Nationalparks entfernt, in einem Waldstück, unmittelbar östlich der Straße 1178.